# Enem
Enem - Энем (rus) és un possiólok de la República d'Adiguèsia, a Rússia. Es troba a 102 km al nord-oest de Maikop, la capital de la república.
Pertanyen a aquest municipi els possiolki de Drujni i Supovski, l'aül de Novobjegokai i el khútor de Novi Sad.